# Hadum Jakub-paša
Hadum Jakub-paša bio je osmanski sandžakbeg i vezir.

## Životopis
Rodom je bio iz kršćanske obitelji iz Bosne te je kao dječak bio zarobljen i doveden u Carigrad kao rob. Tamo je postao carski paž te je odgojen u islamskoj vjeri i na carskom dvoru. Ubrzo je započeo njegov uspon na dvorskoj hijerarhiji. Bio je eunuh (kastriran), vjerojatno zato što je vršio i službu u carskom haremu. Sultan Muhamed ga zatim šalje u Amasiju kao pomoćnika i savjetnika sultanu Bajazidu II. On mu je kasnije dao službu miralema, sandžak bega, te mu povjerio dužnost odgojitelja i dvorskog meštra. Kasnije ga je postavio za begler-bega rumelijskog. Nakon toga imenovan je za begler-bega u Bosnu. U Bosnu je stigao u ljeto 1491. godine.
Nakon što je u Hrvatsku provalio Hasan-beg, a Jakub paša je istovremeno pripremio napad na Jajce koje je branio budući ban Mirko Derenčin. Iako je napad na Jajce bio dobro pripremljen grad je bio obranjen.
Godine 1493. poduzeo je pljačkaški pohod u Hrvatsku, Kranjsku i Štajersku. Tom je prigodom kak onavoi neimenovani osmanski ljetopisac „poruši goleme crkve i stare samostane gnjusnih ćafira”. Na povratku je zaposjeo Modruš, sjedište Krbavske biskupije, koju je temeljito opljačkao i popalio.